# Euphyia chaconis
Euphyia chaconis là một loài bướm đêm trong họ Geometridae.